# Jackson Irvine
Jackson Alexander Irvine (Melbourne, Australia, 7 de marzo de 1993) es un futbolista australiano que juega como centrocampista en el F. C. St. Pauli de la 1. Bundesliga.

## Trayectoria

### Celtic
Irvine nació y creció en Melbourne, Australia, donde asistió a The Knox School. y donde jugó para los clubes en la liga estatal de victoria. Mientras crecía, Irvine conoció a Curtis Good cuando "ambos tenían diez años y vivían a dos minutos el uno del otro y crecieron juntos". También "corrieron países cruzados juntos, jugaron para la ciudad de Knox (en Melbourne) como juniors". También jugaron para Knox City (en Melbourne) como juveniles.  
Firmó con Celtic en diciembre de 2010 después de un exitoso período de prueba. Durante la temporada 2011-12, Irvine jugó para el Celtic en la Serie NextGen, una competencia paneuropea para equipos juveniles, también capitaneó al equipo Sub-19 que ganó la Copa de la Juventud escocesa y en la categoría Scottish Premiership Sub-19 esa temporada. Irvine hizo su debut en la Premier League escocesa el 1 de septiembre de 2012, cuando entró como sustituto de medio tiempo en el empate 2-2 contra Hibs. Después de debutar en el primer equipo, también fue el capitán del equipo Sub-20 del club.

### Kilmarnock
Al comienzo de la temporada 2013-14, Irvine se unió al Kilmarnock en un préstamo de seis meses tras el interés de Allan Johnston. 
Dos días después de firmar para el club, Irvine hizo su debut, en el empate 1-1 contra St Mirren. Irvine luego pasó a ganar tiempo de juego regular en el once inicial. Después de hacer seis apariciones en el club, Irvine anotó un "golpe deslumbrante de un corto de falta de Barry Nicholson" en la victoria 2-0 sobre el Ross County el 19 de octubre de 2013, dando a Johnston su primera victoria para Kilmarnock desde que llegó al club como gerente. Varias semanas después, el 9 de noviembre de 2013, Irvine fue expulsado por recibir una segunda ofensiva que se puede reservar, en la derrota por 3-1 contra St Johnstone. En enero de 2014, el período de préstamo de Irvine con Kilmarnock se extendió hasta el final de la temporada.

### Ross County
El 1 de septiembre de 2014, Irvine fue enviado de nuevo a préstamo, esta vez al Ross County. Hizo su debut el 13 de septiembre de 2014, en la derrota en casa por 2-1 contra Motherwell. El 28 de julio de 2015, el Ross County contrató a Irvine por un contrato de desarrollo de dos años con Celtic.

### Burton Albion
El 15 de julio de 2016, Irvine firmó para el club Burton Albion de la Football League Championship Inglés por una cuota reportada de 330 000 £, con el club diciendo que habían roto su récord de transferencia para ficharlo. Hizo su debut para el club el 13 de agosto contra Bristol City. Tres días más tarde marcó su primer gol, en la victoria de Burton Albion sobre Sheffield Wednesday por 3-1. Esto marcó el comienzo de una racha de cuatro goles en sus primeros seis juegos de liga para el club. Irvine fue nombrado Jugador del Año en la temporada 2016-17 después de anotar 10 goles en 43 juegos y ayudar al club a evitar el descenso.

### Hull City

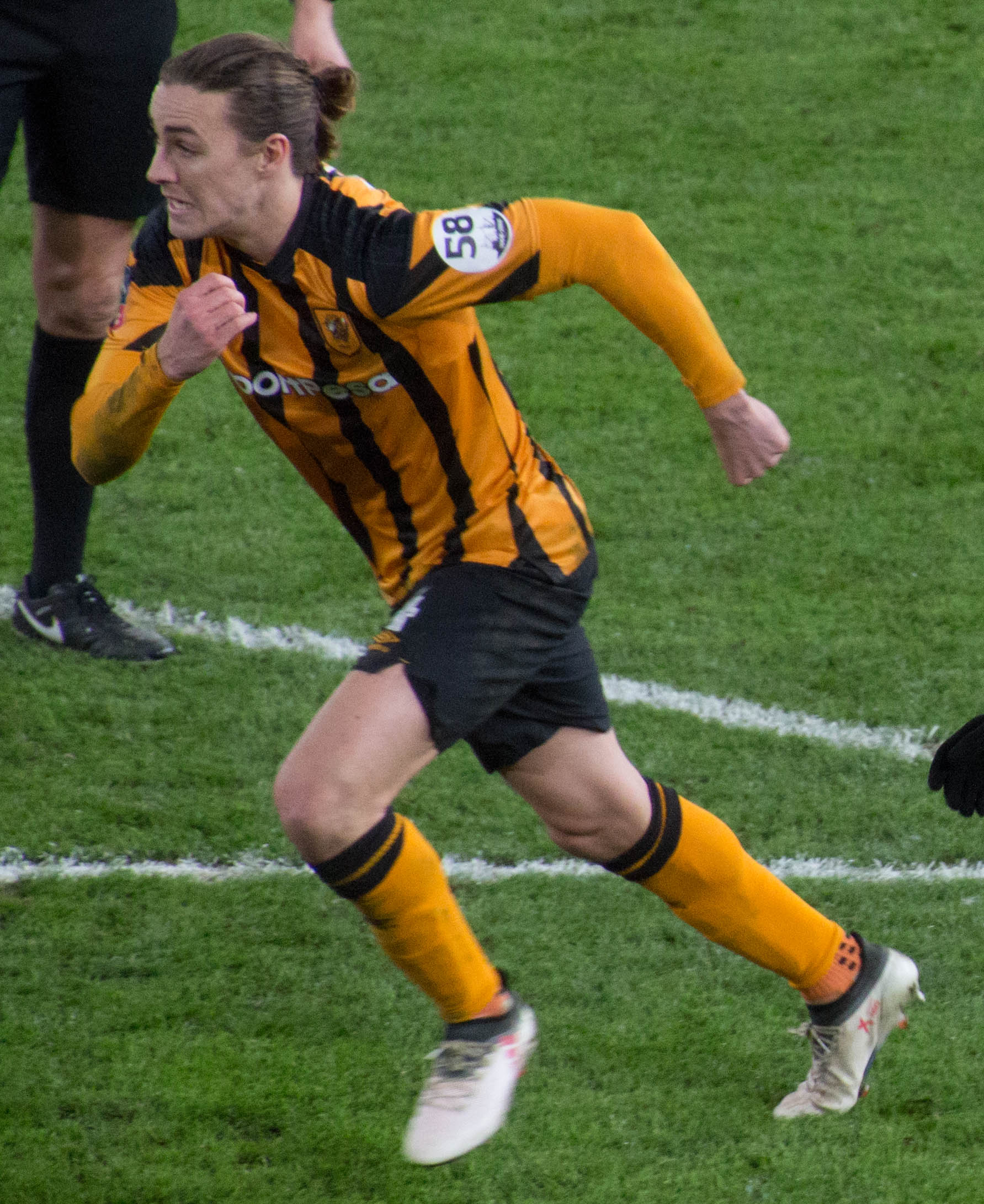
Irvine jugando para Hull City en 2018

El 30 de agosto de 2017, Irvine firmó un contrato de tres años con Hull City. El 8 de septiembre de 2017, hizo su debut en el club cuando salió de la banca después de 70 minutos para reemplazar a Jon Toral en la derrota por 5-0 ante el Derby County. El 9 de diciembre de 2017, Irvine anotó su primer gol para el club cuando anotó el gol final de Hull en una victoria local de 3-2 contra Brentford.

## Selección nacional
Irvine representó a Escocia en el nivel internacional sub-19, aunque dijo en octubre de 2011 que todavía estaba interesado en jugar para Australia. Irvine era elegible para jugar en Escocia porque su padre había nacido en Aberdeen, aunque reiteró su deseo de jugar para su Australia natal en septiembre de 2012. El 11 de octubre de 2012, hizo su debut para el equipo de Australia sub-20 en un partido amistoso contra Portugal.
En septiembre de 2013, Irvine recibió su primer llamado Socceroos para dos partidos. Irvine respondió como "una sorpresa muy agradable y realmente no era algo que esperaba". Después de estar en el banco por un juego, Irvine hizo su debut para su equipo nacional después de venir como sustituto de Mile Jedinak en el minuto 83, en una victoria 3-0 sobre Canadá el 15 de octubre de 2013, que describió su debut como "obviamente muy especial".

### Goles internacionales
| #  | Fecha                   | Lugar                                                         | Rival                  | Gol   | Resultado | Competición                |
| -- | ----------------------- | ------------------------------------------------------------- | ---------------------- | ----- | --------- | -------------------------- |
| 1  | 28 de marzo de 2017     | Estadio de Fútbol de Sídney, Australia                        | Emiratos Árabes Unidos | 1 - 0 | 2 - 0     | Clasificación Mundial 2018 |
| 2  | 23 de marzo de 2018     | Ullevaal Stadion, Noruega                                     | Noruega                | 1 - 0 | 1 - 4     | Amistoso                   |
| 3  | 30 de diciembre de 2018 | Estadio Maktoum bin Rashid Al Maktoum, Emiratos Árabes Unidos | Omán                   | 5 - 0 | 5 - 0     | Amistoso                   |
| 4  | 15 de octubre de 2019   | Estadio Nacional de Kaohsiung, República de China             | China Taipéi           | 1 - 3 | 1 - 7     | Clasificación Mundial 2022 |
| 5  | 15 de octubre de 2019   | Estadio Nacional de Kaohsiung, República de China             | China Taipéi           | 1 - 4 | 1 - 7     | Clasificación Mundial 2022 |
| 6  | 3 de junio de 2021      | Estadio Internacional Jaber Al-Ahmad, Kuwait                  | Kuwait                 | 0 - 2 | 0 - 3     | Clasificación Mundial 2022 |
| 7  | 7 de junio de 2022      | Estadio Ahmed bin Ali, Catar                                  | Emiratos Árabes Unidos | 0 - 1 | 1 - 2     | Clasificación Mundial 2022 |
| 8  | 24 de marzo de 2023     | Western Sydney Stadium, Australia                             | Ecuador                | 1 - 0 | 3 - 1     | Amistoso                   |
| 9  | 17 de octubre de 2023   | Brentford Community Stadium, Inglaterra                       | Nueva Zelanda          | 2 - 0 | 2 - 0     | Amistoso                   |
| 10 | 13 de enero de 2024     | Estadio Ahmed bin Ali, Catar                                  | India                  | 1 - 0 | 2 - 0     | Copa Asiática 2023         |
| 11 | 18 de enero de 2024     | Estadio Jassim bin Hamad, Catar                               | Siria                  | 0 - 1 | 0 - 1     | Copa Asiática 2023         |
| 12 | 20 de marzo de 2025     | Estadio de Fútbol de Sídney, Australia                        | Indonesia              | 3 - 0 | 5 - 1     | Clasificación Mundial 2026 |
| 13 | 20 de marzo de 2025     | Estadio de Fútbol de Sídney, Australia                        | Indonesia              | 5 - 1 | 5 - 1     | Clasificación Mundial 2026 |
| 14 | 25 de marzo de 2025     | Hangzhou Sports Park, China                                   | China                  | 0 - 1 | 0 - 2     | Clasificación Mundial 2026 |